# Church of the Nazarene (Nigeria)
Church of the Nazarene ( Nigeria ) är ett distrikt inom afrikaregionen av Nazaréens kyrka.
På 1940-talet bildades ett nigerianskt trossamfund som förkunnade den wesleyanska helgelseläran. Man tog namnet Church of the Nazarene eftersom man hämtat lärosatser från Nazaréens kyrkas bekännelseskrifter.
Under ledning av Jeremiah U Ekaidem anslöt man sig till denna kyrka den 3 april 1958. Vid denna tidpunkt hade man 39 lokala församlingar med sammanlagt 6 500 medlemmar.